# Psathyrotes pilifera
Psathyrotes pilifera là một loài thực vật có hoa trong họ Cúc. Loài này được A.Gray miêu tả khoa học đầu tiên.